# Mondscheiner
Mondscheiner é uma banda Austriaca de pop rock formada em 2002 em Viena.

## Discografia

### Álbuns
| Ano  | Nome                                                      | Posição | Posição |
| Ano  | Nome                                                      | AUT     | AuH     |
| ---- | --------------------------------------------------------- | ------- | ------- |
| 2006 | Diese Stadt - Álbum debut - Lançamento: 5 de Agosto, 2006 | 14      | 4       |

- La belle captive (2004)
- Diese Stadt (2006)

### EPs
- Die Kunst der Verführung (2003)

### Singles
| Ano  | Nome               | Posição | Posição | Álbum       |
| Ano  | Nome               | AUT     | AuH     | Álbum       |
| ---- | ------------------ | ------- | ------- | ----------- |
| 2006 | "Das was wir sind" | 10      | 2       | Diese Stadt |
| 2007 | "Mittendrin"       | 46      | -       | Diese Stadt |
| 2007 | "Dieser Tag"       | 18      | 3       | Diese Stadt |

- "Das was wir sind" (2006)
- "Mittendrin" ( Mitten im 8en, 2007)

## Prêmios
- Austrian Newcomer Award 2007 (Das was wir sind)